# روبرت هنري بارنز
روبرت هنري بارنز (بالإنجليزية: Robert Henry Barnes)‏ هو لاعب شطرنج نيوزلندي، ولد في 2 أكتوبر 1849 في إنجلترا في المملكة المتحدة، وتوفي في 1916 في نيوزيلندا.

## وصلات خارجية
- روبرت هنري بارنز على موقع مباريات الشطرنج (الإنجليزية)
- روبرت هنري بارنز على موقع 365Chess.com (الإنجليزية)